# Biblioteca Pública Infantil e Juvenil de Belo Horizonte
A Biblioteca Pública Infantil e Juvenil de Belo Horizonte é uma biblioteca pública municipal na cidade de Belo Horizonte, Minas Gerais, Brasil, cujo foco é literatura infantil e juvenil. Ela é mantida pela Fundação Municipal de Cultura de Belo Horizonte

## História
A Biblioteca Pública Infantil e Juvenil de Belo Horizonte foi fundada em 7 de Fevereiro de 1991.

## Acervo
O acervo da biblioteca é de mais de 20.000 títulos, contemplando literatura para crianças, jovens e adultos. E a biblioteca também possui dentro de suas instalações a Gibiteca Antonio Gobbo, uma das maiores coleções de gibis e afins do país mantida pelo poder público, que foi inaugurada em 1992, e tem em torno de 19.000 revistas em quadrinhos da década de 40 até os mais atuais e obras raras de interesse de pesquisadores.